# 1985-ös magyar birkózóbajnokság
Az 1985-ös magyar birkózóbajnokság a hetvennyolcadik magyar bajnokság volt. Ettől az évtől a +100 kg-os súlycsoport helyett 130 kg-os van. A kötöttfogású bajnokságot március 30. és 31. között, a szabadfogású bajnokságot pedig március 28. és 29. között rendezték meg, mindkettőt Budapesten, a csepeli sportcsarnokban.

## Eredmények

### Férfi kötöttfogás
| Versenyszám | Arany                            | Arany | Ezüst                            | Ezüst | Bronz                        | Bronz |
| ----------- | -------------------------------- | ----- | -------------------------------- | ----- | ---------------------------- | ----- |
| 48 kg       | Seres Ferenc Honvéd Szondi SE    |       | Marosvölgyi János Haladás VSE    |       | Szabó István Diósgyőri VTK   |       |
| 52 kg       | Vadász Csaba Dunaújvárosi Kohász |       | Tiger Tibor Ganz-MÁVAG VSE       |       | Szabó Lajos Diósgyőri VTK    |       |
| 57 kg       | Sike András Ferencvárosi TC      |       | Tekes Tibor Ferencvárosi TC      |       | Rácz Lajos Honvéd Szondi SE  |       |
| 62 kg       | Sipos Árpád Bp. Honvéd           |       | Varga István Bp. Honvéd          |       | Bódi Jenő Ganz-MÁVAG VSE     |       |
| 68 kg       | Dudás Tibor Ganz-MÁVAG VSE       |       | Mészáros József Újpesti Dózsa    |       | Lakatos András Eger SE       |       |
| 74 kg       | Péter István Szegedi VSE         |       | Erdélyi Gyula BVSC               |       | Vámos Péter Honvéd Szondi SE |       |
| 82 kg       | Komáromi Tibor Ferencvárosi TC   |       | Szívós Tibor Csepel SC           |       | Kappesz Sándor Bp. Spartacus |       |
| 90 kg       | Herczeg Lajos Újpesti Dózsa      |       | Kovács Tibor Dunaújvárosi Kohász |       | Király Csaba Ganz-MÁVAG VSE  |       |
| 100 kg      | Miholek István Vasas SC          |       | Fodor György Vasas SC            |       | Szabó Ferenc Diósgyőri VTK   |       |
| 130 kg      | Gáspár Tamás Ferencvárosi TC     |       | Nagy József Ganz-MÁVAG VSE       |       | Tóth László Újpesti Dózsa    |       |

### Férfi szabadfogás
| Versenyszám | Arany                          | Arany | Ezüst                             | Ezüst | Bronz                        | Bronz |
| ----------- | ------------------------------ | ----- | --------------------------------- | ----- | ---------------------------- | ----- |
| 48 kg       | Marosvölgyi János Haladás VSE  |       | Szabó István Diósgyőri VTK        |       | Horváth László Haladás VSE   |       |
| 52 kg       | Bíró László Ferencvárosi TC    |       | Szabó Lajos Diósgyőri VTK         |       | Tóth Ferenc Debreceni MVSC   |       |
| 57 kg       | Szalontai Imre Diósgyőri VTK   |       | Kacsó Tibor Csepel SC             |       | Nagy Béla Ferencvárosi TC    |       |
| 62 kg       | Orbán József Csepel SC         |       | Németh Sándor Csepel SC           |       | Koós Lajos Orosházi MTK      |       |
| 68 kg       | Szalontai Zoltán Diósgyőri VTK |       | Jászkai Imre Diósgyőri VTK        |       | Podolszki Attila Bp. Honvéd  |       |
| 74 kg       | Pálosi Csaba Diósgyőri VTK     |       | Gulyás István Csepel SC           |       | Lakatos Győző Diósgyőri VTK  |       |
| 82 kg       | Jáger Imre Csepel SC           |       | Fehér István Ferencvárosi TC      |       | Dvorák László Haladás VSE    |       |
| 90 kg       | Tóth Gábor Csepel SC           |       | Balla István Bp. Honvéd           |       | Kiss István Szegedi VSE      |       |
| 100 kg      | Robotka István Csepel SC       |       | Bodó Antal Szegedi VSE            |       | Thuróczi János Diósgyőri VTK |       |
| 130 kg      | Balla József Ferencvárosi TC   |       | Kovács József Dunaújvárosi Kohász |       | Klauz László Csepel SC       |       |